# Grovacca
La grovacca (dal tedesco Grauwacke, roccia grigia) è una roccia sedimentaria formata da un insieme di clasti mal cerniti (non equidimensionali, cioè con grandi differenze tra le varie granulometrie dei clasti), spesso originata da correnti torbide o da lahar.
Le rocce clastiche sedimentarie sono composte da varie percentuali di:
- granuli: frammenti di roccia madre;
- matrice: parte più fine degli elementi detritici;
- cemento: legante secondario post-deposizionale.

## Classificazione
Le rocce sedimentarie in cui la matrice detritica è compresa tra il 10% e il 70% prendono il nome di grovacche. Le rocce con matrice fine superiore al 70% sono chiamate peliti e quelle con matrice fine inferiore al 10% areniti.

## Origine della matrice
La matrice presente nelle grovacche permette di studiarle dal punto di vista tessiturale e di definirle come una sorta di areniti immature da questo punto di vista.
L'origine della matrice può essere sindeposizionale o postdeposizionale. Nel primo caso è legata alla deposizione del sedimento, ad esempio può avvenire una flocculazione dell'argilla da acque tranquille che va a depositarsi con la sabbia, oppure si può deporre in seguito con le torbiditi. Nel secondo caso la presenza di matrice fine non è legata ad aspetti sedimentologici bensì al seppellimento o alla diagenesi. Per esempio con il seppellimento si ha un costipamento che può coinvolgere un sedimento sabbioso con pellet fecali oppure la bioturbazione può omogeneizzare sedimenti sabbiosi e argillosi in origine deposti in fasi separate.